# Municipio Manuel Monge
Manuel Monge es uno de los 14 municipios que conforman el Estado Yaracuy en la parte norte y central del país sudamericano de Venezuela.

## Toponimia
Toma su nombre a Manuel Monge (1950-1993), un líder comunitario que nació en Mapararí, estado Falcón, y se destacó por su trabajo social en la zona, especialmente en la fundación del barrio La Conquista en Marín y su influencia en otras localidades como Independencia y Veroes. 

## Historia
El municipio Manuel Monge, fue creado el 3 de noviembre de 1993, por la Asamblea legislativa del Estado Yaracuy mediante la ley de División Política territorial del Estado. De conformidad con lo establecido en el Artículo 01 de Régimen Municipal y de conformidad en lo establecido con el Artículo 01 de la División Política Territorial.
De esta manera logra su autonomía del Municipio Bolívar y pasa a ser Municipio Manuel Monge.

### Disputa territorial
En El extremo norte del estado Yaracuy, entre los 10º 35 y 10º 45 de latitud norte, los 68º 37`y 68º 49´ de   longitud oeste con altitud es de 60 m s. n. m., y sus variaciones producto de la fisiografía se encuentra el Municipio Manuel Monge, el cual limita  por el Noroeste con el Estado Yaracuy, por el Sur con el Municipio Bolívar y por el Oeste con el cauce del río Aroa.
El municipio  se encuentra en la parte media del gran valle de Aroa, ya que se encuentra entre  las dos serranías más importantes del Estado como las son de: Aroa-Albarico y la reserva forestal del Tocuyo (Los Charales). El área presenta varios tipos de paisajes, entre los que se destacan el montañoso, piedemontino y de planicie aluvial.  En las áreas  montañosas y piedemontinas las pendientes se ubican entre 30 y 50%; en las áreas intermedias o de planicie alcanzan pendientes mínimas entre 0 y 5%. Está formada por una depresión, la cual está rodeada por dos montañas el Cerro Azul y las reservas Río Tocuyo y a través del mismo pasa el Río Aroa que desemboca en el Mar, por lo antes expuestos denominado Valles.
Se cuenta, que de manera jurídica e histórica, la pertenencia del territorio Yaracuyano en los conflictos surgidos con el Estado Falcón, específicamente entre los municipios Manuel Monge y Palmasola respectivamente. Aunque la provincia de Coro fue creada antes que la provincia de Yaracuy, “su primer límite fue con su Provincia originaria, es decir, la de Caracas, permaneciendo igual durante la creación de la Provincia de Carabobo y en lo sucesivo hasta llegar a lo que hoy constituye su límite con el Estado Yaracuy”, según lo refiere el historiador Marcos Tulio Giménez de León en el año 2012.

Palmasola, era conocido desde el siglo XVII como San Nicolás de Tolentino. Y según cuenta el historiador aroeño Ybrain Oropeza, “tras un estudio pormenorizado de estos acontecimientos manifiesta que el 10 de Septiembre de 1620 este espacio geográfico es fundado con el nombre de San Nicolás de Tolentino, por el Capitán y Justicia Mayor Francisco de la Hoz Berrío, reubicando al grupo de indígenas a las riveras del rio Aroa y que a la vez se encargaran de trasladar el cobre desde el puerto de rio Nuestra Señora de la Concepción hasta salir al mar”. Luego estos espacios se convierten en el Hato de Aroa o Hato de Su Majestad propiedad de Don Francisco Marín de Narváez. El libro “Bolívar Empresario”, del historiador venezolano, Antonio Herrera-Vaillant, explica en cuanto a los bienes del Libertador, específicamente de la hacienda que ocupaba el gran valle de Aroa en la provincia de Carabobo, cuyas extensas y ricas tierras estaban demarcadas dentro de una circunferencia de 178 kilómetros y contenían minas de cobre -de las mejores del mundo, según opinión del mismo Bolívar-, yacimientos auríferos y de otros minerales, maderas finas, agua en abundancia y tierras fértiles para la producción agrícola y ganadera.

Los territorios que colindan con el Municipio Manuel Monge y Palmasola, se refieren en la GACETA OFICIAL DEL ESTADO YARACUY con fecha 14 de diciembre de 1987 donde claramente explica en su capítulo 11 la delimitación del Municipio Foráneo Yumare, constituido dentro del territorio del Municipio Bolívar (lugar de las minas de Aroa y Hato su Majestad), partiendo de los territorios que fueron parroquias eclesiásticas que quedaron en dominio Yaracuyano desde su creación en 1855, con nueve leyes de división político territorial que guardan relación exacta en sus límites, a diferencia de Falcón que ha modificado sus linderos en 1929, 1993 y 1996.Manuel Monjes, se opone enérgicamente a la invasión falconiana dada entre los años 80 y noventa, haciendo acto de presencia en los organismos competentes, difundiendo la problemática a través de la prensa, y haciéndose sentir en el sitio de los acontecimientos; emprende actos y acciones en pro de la defensa del territorio yaracuyano que aún se continúan entre las autoridades municipales y estadales concernientes al caso.
La alcaldía de Palmasola, Estado Falcón, arbitrariamente ordenaba saques de arena del río La 34, originándose enfrentamientos entre la comunidad y los voceros de la alcaldía acompañados de las fuerzas policiales. Construían escuelas, cacetas policiales, paradas, entre otras obras a lo largo de la extensión de territorio en reclamación; la comunidad organizada se ha dividido entre dependientes del Estado Yaracuy y dependientes de las autoridades falconianas, los censos poblacionales registran las mismas personas (habitantes de la zona en reclamo) para ambos estados.

## Geografía
El municipio se encuentra ubicado al norte de Yaracuy, ocupando una superficie de 474 km² con una población de unos 18.982 habitantes. Solo está compuesto por una parroquia del mismo nombre que la capital, Yumare.
Al igual que la mayoría de los municipios del Estado Yaracuy, su economía se basa en la agricultura, produce naranja, caña de azúcar, maíz y plátano; también se producen cantidades significativas de apio, ocumo y sorgo. El sector ganadero se destaca por la producción de leche de vaca.

## Política y gobierno

### Alcaldes
| Período     | Alcalde                    | Partido político / Alianza | % de votos | Notas |
| ----------- | -------------------------- | -------------------------- | ---------- | --- |
| 1995 - 2000 | Pedro Pablo Rodríguez Peña | COPEI                      | -          | Primer alcalde bajo elecciones directas (se realizaron elecciones generales adelantadas en el 2000 debido a la aprobación de la Constitución de 1999)                                  |
| 2000 - 2004 | Pedro Pablo Rodríguez Peña | COPEI                      | 60,20      | Reelecto |
| 2004 - 2005 | Pedro Pablo Rodríguez Peña | COPEI                      | 45,69      | Reelecto (En 2005, Dilsio Scott, entonces del MVR, impugnó exitosamente la proclamación de Pedro Pablo Rodríguez Peña, de COPEI, desde entonces las elecciones han estado retrasadas.) |
| 2005 - 2010 | Dilsio Scott               | MVR                        | -          | Segundo alcalde bajo elecciones directas |
| 2010 - 2013 | Dilsio Scott               | PSUV                       | 53,22      | Reelecto (se postergan 1 año las elecciones municipales pautadas para finales del 2012)                                                                                                |
| 2013 - 2017 | Johan Quero                | PSUV                       | 61,92      | Tercer alcalde bajo elecciones directas |
| 2017 - 2021 | Johan Quero                | PSUV                       | 57,61      | Reelecto |
| 2021 - 2025 | Johan Quero                | PSUV                       | 56,20      | Reelecto |

### Concejo municipal
Período 1995 - 2000
| Concejales:            | Partido político / Alianza |
| ---------------------- | -------------------------- |
| Pedro Cabrera          | COPEI                      |
| Angel Yaraute          | COPEI                      |
| Encarnacion Colmenarez | COPEI                      |
| Renato Díaz            | ALIANZA                    |
| Victor Mosquera        | AD                         |

Período 2013 - 2018:
| Concejales      | Partido político / Alianza |
| --------------- | -------------------------- |
| Omaira Alteaga  | PSUV                       |
| Alcides Callama | PSUV                       |
| Ely Monje       | PSUV                       |
| Jaikel Mujica   | PSUV                       |
| Cláudio Quero   | PSUV                       |

Período 2018 - 2021
| Concejales      | Partido político / Alianza |
| --------------- | -------------------------- |
| Jesus Palacios  | PSUV                       |
| Marberis Reyes  | PSUV                       |
| Eber Zambrano   | PSUV                       |
| Elizabeth Gómez | PSUV                       |
| Alcides Callama | PSUV                       |
| Claudio Quero   | PSUV                       |
| Rosa Piña       | PSUV                       |

Período 2021 - 2025
| Concejales         | Partido político / Alianza |
| ------------------ | -------------------------- |
| Claudio Quero      | PSUV                       |
| Damaris Colmenarez | PSUV                       |
| Jean Querales      | PSUV                       |
| Leyda Chirínos     | PSUV                       |
| Eber Zambrano      | PSUV                       |
| Mireya Sánchez     | PSUV                       |
| Alexander Salon    | PSUV                       |